# Marton Endre (rendező)
Marton Endre (Budapest, 1917. március 17. – Budapest, 1979. október 12.) kétszeres Kossuth-díjas és Jászai Mari-díjas magyar rendező, főiskolai tanár, színigazgató.

## Életpályája
Marton József bankhivatalnok és Schiller Lujza (1895–1950) fia. 1927 és 1936 között az Óbudai Árpád Gimnázium tanulója volt. 1936. november 9-én a gimnázium ifjúsági önképzőkörének tagjaként a Zárda utcai kultúrházban műsoros estet rendezett. Az est műsorát három számból álló revü alkotta Tegnap-ma-holnap címmel.
1941-ben az Országos Színészegyesület színiiskolájában szerzett színészi oklevelet, majd a Pünkösti Andor vezette Madách Színházban dolgozott segédrendezőként. 1945-ben a Vígszínházhoz szerződött rendezőként, 1948-ban a színház főrendezője lett. Nevéhez olyan rendezések fűződnek mint Csehov: Három nővér, Molnár Ferenc: A hattyú és a Liliom című darabjai. 1949-ben a Nemzeti Színházhoz szerződött. Hét éven keresztül rendező, 1956–1971 között pedig főrendező volt. Itt rendezte 1972-ben Vörösmarty Mihály: Czillei és a Hunyadiak című elfeledett drámáját, 1986-ban pedig Madách Imre: Mózes című drámáját. Kortárs magyar írók műveit állította színpadra, s rendezett több nyugat-európai kortárs- és klasszikus drámát is. 1971-ben a Nemzeti Színház igazgatójává nevezték ki, 1978-ig töltötte be ezt a tisztséget.
1950-től tanított a Színház- és Filmművészeti Főiskola rendezői, 1974-től pedig színész szakán. Tagja volt a Magyar Színházművészeti Szövetség Titkárságának és a Színházi Intézet Végrehajtó Bizottságának. Rendezett játékfilmeket, tévéfilmeket és rádiójátékokat is.

## Színpadi rendezései
A Színházi adattárban regisztrált bemutatóinak száma: 104.
- Móricz Zsigmond: Úri muri (Margitszigeti Szabadtéri Színpad)
- ifj. Johann Strauss: Bécsi diákok (Fővárosi Operettszínház)
- Kós Károly: Budai Nagy Antal (Szegedi Szabadtéri Játékok)
- Friedrich Dürrenmatt: Játsszunk Strindberget (Szegedi Nemzeti Színház)
- Offenbach: Gerolsteini nagyhercegnő (Fővárosi Operettszínház)
- Fehér Klára: Becsület (Úttörő Színház)

### Ódry Színpad
- Tennessee Williams: Ez a ház lebontandó
- Benedek Katalin: Idegen utcában
- Örsi Ferenc: Örvényben

### Vígszínház
| - Molnár Ferenc: Liliom - Fendrik Ferenc: Vera és családja - Szamuil Jakovlevics Marsak: Tizenkét hónap - Roblès: A király nevében - Companeez: Estére jóbarát érkezik - Roland: Simone és a béke - Anita Hart–Maurice Braddel: Bébi Hamilton - Jules Romains: Isten veled, világ! - Bingham: A szélhámos | - Csehov: Három nővér - Felkai Ferenc: Pilátus - Zsolt Béla: Nemzeti drogéria - Rose Franken: Claudia - Priestley: Ismeretlen város - Bíró Lajos: Kis Katalin - Balázs Béla: Mozart - Huxley: Most vagy soha - Molnár Ferenc: A hattyú |

### Nemzeti Színház
| - Madách Imre: Mózes - Gyurkó László: Fejezetek Leninről - Vörösmarty Mihály: Csongor és Tünde - Vörösmarty: Czillei és a Hunyadiak - Sütő András: Káin és Ábel - Alekszandr Iszaakovics Gelman: Visszajelzés - Gelman: Egy ülés jegyzőkönyve - Illyés Gyula: Testvérek - Illyés: Különc - Peter Weiss: Hölderlin - Johann Wolfgang von Goethe: Faust - Katona József: Bánk bán - William Shakespeare: Lear király - Maróti Lajos: Az utolsó utáni éjszaka - Weiss: Jean Paul Marat üldöztetése és meggyilkolása - Barry England: Neveletlenek - Madách Imre–Keresztury Dezső: Csák végnapjai - Tom Stoppard: Rosencrantz és Guildenstern halott - Peter Luke: VII. Hadrián - Csehov: Ivanov - Németh László: VII. Gergely - Franz Kafka: Amerika - Arthur Miller: A bűnbeesés után - Dobozy Imre: Holnap folytatjuk - Szabó Magda: Az a szép fényes nap - Eugene O’Neill: Hosszú út az éjszakába - Shakespeare: Julius Ceasar - Szophoklész: Oidipusz király - Max Frisch: Biedermann és a gyújtogatók - Alekszej Arbuzov: Irkutszki történet | - Arthur Miller: A salemi boszorkányok - Federico García Lorca: Bernarda Alba háza - Madách Imre: Az ember tragédiája - Háy Gyula: Erő - Visnyevszkij: Feledhetetlen 1919 - Jean-Paul Sartre: Főbelövendők klubja - Fu-Ko: Harcban nőtt fel - Gyárfás Miklós: Hatszáz új lakás - Georges Soria: Idegen nő a szigeten - Lev Tolsztoj: Anna Karenina - John Osborne: A komédiás - Aiszkhülosz: Agamemnon - Aiszkhülosz: Síri áldozat - Aiszkhülosz: A jólelkűek - Molière: A nők iskolája - Szabó Pál: Nyári zápor - Urbán Ernő: Párviadal - Bertolt Brecht: A rettegés birodalma - Jurij Csepurin: Tavaszi áradás - Déry Tibor: Talpsimogató - Urbán Ernő: Uborkafa - Nagy Lajos: Új vendég érkezett - Arthur Miller: Az ügynök halála - Feliciene Marceau: A tojás - García Lorca: Vérnász - Cach: Viadukt - Tennessee Williams: Az ifjúság édes madara - Kós Károly: Budai Nagy Antal - Tábori György: Pinkville |

## Filmjei

### Játékfilmek
- Katonazene (1961)
- Már nem olyan időket élünk (1964)
- Egy nap a paradicsomban (1967)

### Tévéfilmek
- Ágis tragédiája (1971)
- Holló a hollónak (1972)

## Rádiójátékok
- Vörösmarty Mihály: Csongor és Tünde (1955)
- Shakespeare: Coriolanus (1961)
- Szabó Magda: Az a szép, fényes nap (1976)
- Katona József: Bánk bán (1975)
- Petőfi Sándor. 1823-1849. In memoriam Sándor Petőfi

## Díjai, elismerései
- Jászai Mari-díj (1954)
- Kossuth-díj (1957, 1970)
- Érdemes művész (1960)
- Kiváló művész (1966)